# یغیشه داریان
یغیشه داریان (عربی: يغيشه داريان؛ زادهٔ) بازیکن فوتبال در پست مدافع ارمنی‌تبار اهل لبنان است.

## باشگاهی
از باشگاه‌هایی که در آن بازی کرده‌است می‌توان به DPHB  و باشگاه فوتبال هومنتمن بیروت اشاره کرد.

## تیم ملی
وی همچنین در تیم ملی فوتبال لبنان بازی کرده‌است.